# Tridactyle muriculata
Tridactyle muriculata là một loài thực vật có hoa trong họ Lan. Loài này được (Rendle) Schltr. miêu tả khoa học đầu tiên năm 1918.